# Gaivotas (telenovela)
Gaivotas é uma telenovela brasileira produzida pela extinta Rede Tupi e exibida de 21 de maio a 30 de outubro de 1979 no horário das 21 horas, totalizando 140 capítulos.
Foi escrita por Jorge Andrade e dirigida por Antonio Abujamra, Henrique Martins e Edson Braga.
É uma das poucas telenovelas integralmente preservadas da TV Tupi. Todos os capítulos e materiais extras estão preservados pela Cinemateca Brasileira.

## Trama
Daniel reúne seus amigos de colégio trinta anos depois em sua mansão. Seu intuito é desvendar os mistérios que envolveram tragicamente a formatura de 1949, onde ele sairá como principal suspeito e fora humilhado pelos colegas de classe, acusado de ser o responsável pela morte de uma professora. O antigo menino pobre que estudou de graça num externato para ricos tornou-se um dos maiores milionários do estado de São Paulo.
Trinta anos depois, como estarão seus amigos? Maria Emília continua altiva, mesmo com a falência de sua família. Ângela, sempre meiga, continua solteira e sonhando com um velho colega do externato, hoje transformado em frei Alberto. Fernando é um ator sem sucesso que busca montar uma nova peça de teatro.
O suspense ronda a trama pelo desconhecimento dos reais motivos que levaram Daniel a querer reunir os amigos de colégio. Seria amor, ódio, vingança, ou apenas vontade de tentar ensinar a eles como subir na vida, o que aconteceu com ele?

## Elenco
- Rubens de Falco - Daniel
- Yoná Magalhães - Maria Emília
- Isabel Ribeiro - Ângela
- Altair Lima - Alberto
- John Herbert - Henrique
- Cleyde Yáconis - Lídia
- Paulo Goulart - Carlos
- Márcia Real - Idalina
- Berta Zemmel - Raquel
- Laura Cardoso - Verônica
- Gésio Amadeu - Otávio
- Geórgia Gomide - Débora
- Serafim Gonzalez - Paulo
- Elizabeth Gasper - Mônica
- Wilson Fragoso - Rubens
- Paulo Hesse - Fernando
- Sônia Oiticica - Elisa
- Cristina Mullins - Blandina
- Edson Celulari - Mário
- Paulo Castelli - Júnior
- Déborah Seabra - Mariana
- Abrahão Farc - Júlio
- Haroldo Botta - Geraldo
- Francisco Milani - Delegado João
- Cláudia Alencar - Denise
- Teresa Campos - Lúcia
- Rogério Márcico - Álvaro
- Antonio Leite - Tiago
- Janete Soares - secretária de Daniel
- Leda Senise - amiga de Maria Emília
- Mariclaire Brant

Participações
- Rodrigo Santiago - mensageiro
- Selma Egrei - Norma